# Ouayalgué
Ne doit pas être confondu avec Ouayalguin ou Ouayalgui.
Ouayalgué, également appelé Ouayalguen, est une localité située dans le département de Bouroum de la province du Namentenga dans la région Centre-Nord au Burkina Faso. 

## Géographie
Ouayalgué se trouve à 1,5 km au sud-est de Barga-Mossi, à 5 km au nord-ouest de Bouroum, le chef-lieu du département, et à environ 50 km au nord de Tougouri.

## Économie
L'agro-pastoralisme est la principale activité du village.

## Éducation et santé
Le centre de soins le plus proche de Ouayalgué est le centre de santé et de promotion sociale (CSPS) de Barga-Mossi tandis que le centre médical (CM) de la province se trouve à Tougouri.
Ouayalgué possède une école primaire publique.